# Bartkauz
Der Bartkauz (Strix nebulosa) ist eine Vogelart aus der Gattung Strix innerhalb der Familie der Eigentlichen Eulen (Strigidae). Er kommt in zwei Unterarten in der borealen Zone der Holarktis vor. Sein deutscher Name leitet sich von einer schwarzen Gefiederregion unter dem Schnabel ab, die wie ein kleiner Bart aussieht. In vielen anderen europäischen Sprachen wird der Bartkauz nach seinem europäischen Verbreitungsgebiet Lapplandeule genannt. Sein englischer Name ist Great Grey Owl, also Große Graueule. Er ist die größte Art der Gattung Strix und die einzige mit holarktischem Verbreitungsgebiet. Auch innerhalb der Familie Strigidae gehört der Bartkauz zu den größten, nicht aber zu den schwersten Arten.

## Merkmale

### Aussehen
Der Bartkauz ist eine auffallend groß- und rundköpfige sowie langschwänzige Eule. Im Gesamteindruck wirkt sie kontrastarm graubraun. Federohren sind wie bei allen anderen Arten dieser Gattung nicht ausgebildet. Die Art ist bei ausreichenden Beobachtungsbedingungen mit keiner anderen Eule zu verwechseln.
Die Oberseite ist auf weißlichem, grauweißem, manchmal leicht rahmfarbenem Grund bräunlich längsgestreift und fein bräunlich gebändert beziehungsweise gesprenkelt. Das Kopf- und Nackengefieder ist feiner und dichter gemustert und wirkt wie pulloverartig gestrickt. Die Oberschwanzdecken sind nur gebändert, die Längsstrichelung fehlt in diesem Bereich.

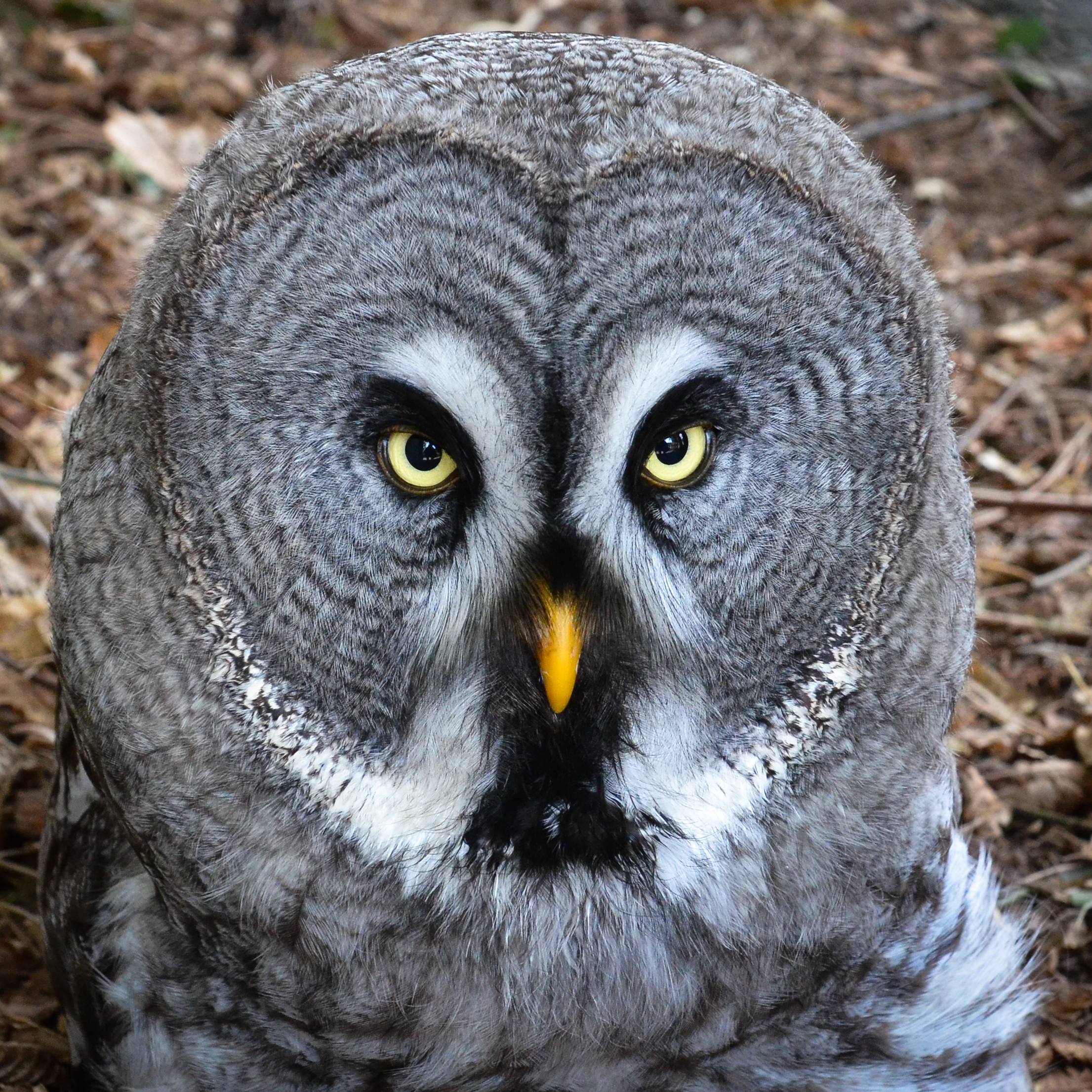
Kopfporträt eines Bartkauzes

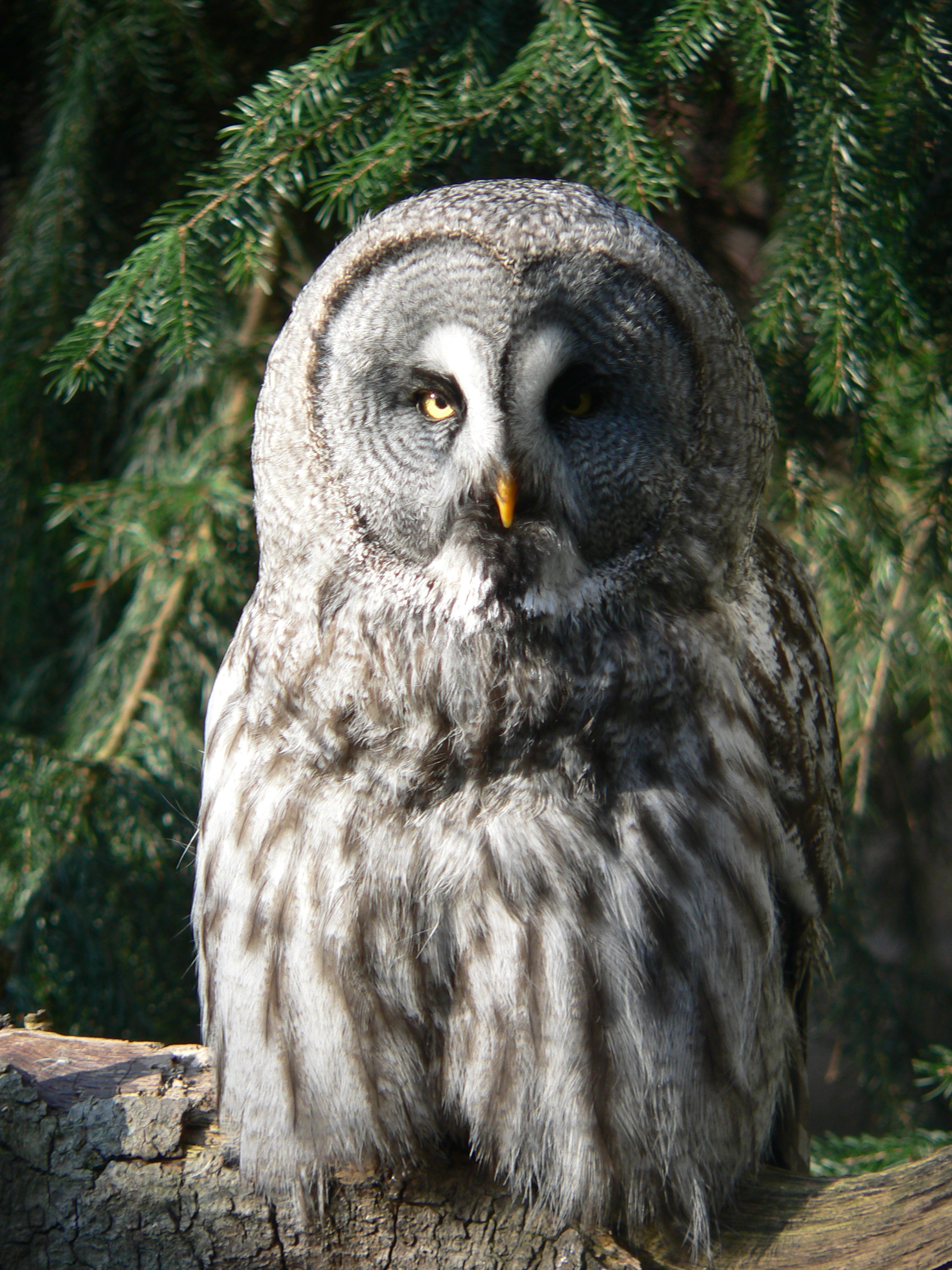
S. n. lapponica

Der Gesichtsschleier ist annähernd kreisrund, grauweiß und mit bis zu neun konzentrischen dunkelgrauen Ringen deutlich zonal gegliedert. Nach außen ist er vom übrigen Kopfgefieder durch einen dunkelbräunlich gesprenkelten Federrand abgegrenzt. Zwei markante halbmondförmige, weiße Federsäume umfassen teilweise die relativ kleinen gelben Augen und weiten sich seitlich des gelben Schnabels. Sie bilden eine auffallende Markierung in Form eines X, die durch einen feinen schwarzen Medianstrich oberhalb des Schnabels und durch die schwarze bartähnliche Federregion unterhalb des Schnabels zusätzlich betont wird. Die untere Begrenzung des Gesichtsschleiers bildet ein unterschiedlich breiter, weißer Federsaum. Die Brust- und Bauchseite ist oft eine Spur heller als die Oberseite und ebenfalls schwarzbraun längsgestreift. Besonders im Brustbereich ist die Querbänderung deutlich. Die breiten, gerundeten Schwingen
und die Steuerfedern sind auf dunkelbraunem Grund hell gebändert. Die Unterflügeldecken sind bis auf die dunklen Schaftstriche sehr hell, manchmal fast weiß. Die dichte, fast pelzig wirkende graue Bein- und Zehenbefiederung weist eine undeutliche braune Zeichnung auf. Die nicht sehr kräftigen Krallen sind dunkel braungrau. Die Geschlechter unterscheiden sich in der Färbung nicht. Jungvögel sind meist an stehen gebliebenen Resten des Zwischengefieders im Kopf- und Nackenbereich zu erkennen. Die beiden Unterarten unterscheiden sich recht deutlich: bei den nearktischen Bartkäuzen überwiegt die Querbänderung, bei den paläarktischen die Längsstrichelung. Jedoch kommen, vor allem in Ostasien, nicht selten Individuen des nearktischen Typs vor.
Das Flugbild ist charakterisiert durch die sehr großen, brettartigen, tiefgefingerten Flügel und den langen Schwanz. Trotz seiner Größe und Flügelspannweite vermag der Bartkauz in dichteren Baumbeständen gewandt zu manövrieren. Er fliegt mit weichen, langsamen, wenig ausholenden Flügelschlägen und gleitet über längere Strecken mit leicht nach oben gehaltenen, im Flügelbug abgewinkelten Flügeln. Im Gleitflug sind die Enden der Handschwingen deutlich aufwärts gebogen.

### Biometrische Daten
Bartkäuze werden bis zu 67 Zentimeter lang und bis zu 1900 Gramm schwer, erreichen also trotz vergleichbarer Größe nur etwa die Hälfte des Gewichtes eines Uhus (Bubo bubo), das bei großen, schweren Weibchen über 4000 Gramm betragen kann. Der reverse Geschlechtsdimorphismus ist bei dieser Art vor allem in Bezug auf das Gewicht recht deutlich; Männchen sind im Durchschnitt um 300 Gramm leichter, aber weniger als 3 Zentimeter kleiner als Weibchen. In Finnland betrug das Durchschnittsgewicht männlicher Bartkäuze bei einer Länge von 64,6 Zentimetern 884 Gramm, Weibchen wogen jedoch 1186 Gramm bei einer Größe von 67 Zentimetern. Individuen der nearktischen Nominatform scheinen geringfügig größer und schwerer zu sein als paläarktische Bartkäuze, doch sind die bisher zur Verfügung stehenden Daten nicht repräsentativ.

### Akustische Äußerungen
Das Rufrepertoire des Bartkauzes setzt sich aus wenigen Grundelementen zusammen, die jedoch individuell vielfältig variiert werden, sodass eine Fülle verschiedener Lautäußerungen besteht. Der Reviergesang des Männchens ist ein dumpfes, hohl klingendes, bis in höchstens etwa 400–500 Meter Entfernung wahrnehmbares (B)muu …, das meist zu 8–10 Silben gereiht wird. Der Gesang beginnt leise, nimmt an Lautstärke und Tempo zu und klingt gegen Ende der Strophe wieder ab. Die Intervalle betragen etwa 0,6 Sekunden. Die höchste Gesangsintensität liegt in den Abendstunden und nachts. Ähnlich, nur bedeutend schneller sind die Kontaktrufe des Männchens, auf die das Weibchen kehlig-rau, etwa chro…chro…chro antwortet. Daneben sind weitere, vom Grundmuster abgewandelte Rufe, wie der monotone, maschinengewehrartige Nestzeigelaut zu hören. Als universeller Stimmfühlungslaut dient ein weiches, gedehntes Muhen, das ebenfalls vielfältigst abgewandelt und situationsbedingt adaptiert wird, sodass es kaum transkribierbar ist. Wie viele Eulenarten knappen Bartkäuze, vor allem in Aggressions- oder Abwehrreaktionen, anhaltend und laut mit dem Schnabel. Während der Balz ist gelegentlich Flügelklatschen zu hören.
- Reviergesang des Männchens (WAV; 72 kB)
- Rufe eines Weibchens (WAV; 56 kB)

### Mauser
Zur Mauser dieser Art liegen nur wenige spezifische Angaben vor.
Küken tragen die schütteren Eidunen etwa bis zum fünften Tag, danach wachsen die Halbdunen des Zwischengefieders (Mesoptil) und bis zum Erreichen der Flugfähigkeit entwickelt sich das Großgefieder. In der Zwischenmauser nach dem Selbständigwerden, die spätestens im 5. Lebensmonat abgeschlossen ist, mausern die immaturen Bartkäuze in das erste Adultkleid: Dabei fallen die Halbdunen des Mesoptilgefieders weitgehend aus, das erste Großgefieder wird aber nicht gewechselt. In der ersten Jahresmauser, die im späten Frühjahr des nächsten Jahres beginnt und im Herbst abgeschlossen ist, werden, wie in den darauffolgenden Jahresmauserungen, Teile des Klein- und Großgefieders gewechselt.

## Verbreitung

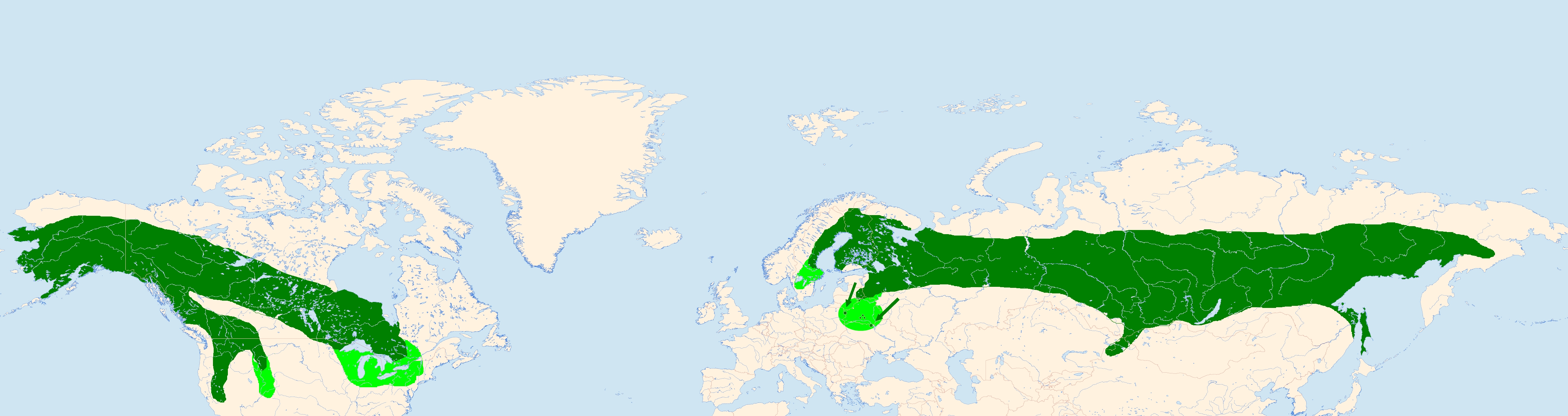
Verbreitungsgebiet des Bartkauzes. Dunkelgrün: Brutgebiete; hellgrün: bekannte Invasionsgebiete

Der Bartkauz ist ein Bewohner des borealen Nadelwaldgürtels der gesamten Holarktis. Er ist ein Charaktervogel der mittelborealen Zone; sowohl nördlich als südlich davon nimmt die Siedlungsdichte stark ab.
Die Nordgrenze seiner Verbreitung liegt im Übergangsbereich des hochstämmigen borealen Nadelwaldes zur Waldtundra. In der Paläarktis liegt diese etwas nördlich des Polarkreises, in der Nearktis wird dieser nur in Nordalaska überschritten; nach Osten hin verläuft diese Vegetationsgrenze südostwärts etwa bis zur Südküste der Hudson-Bay.
Die paläarktischen Vorkommen erstrecken sich von Mittelschweden und Finnland in einem unterschiedlich breiten Gürtel bis ins Einzugsgebiet des Anadyr und südostwärts nach Sachalin. Die Südgrenze ist uneinheitlich, da die Art auch in boreale Gebirgswälder der zentralasiatischen Gebirge vordringt. In Europa liegt die südliche Verbreitungsgrenze im nördlichen Baltikum. Isolierte und wahrscheinlich nur temporäre Vorkommen bestehen im polnisch-belarussischen Grenzgebiet, in Belarus sowie in der nördlichen Ukraine.
In der Nearktis liegt der Verbreitungsschwerpunkt ebenfalls im mittelborealen Gürtel. Die Brutgebiete reichen von Zentralalaska südostwärts bis nach Zentralontario, möglicherweise bis ins südöstliche Québec. Im Westen dringt die Art in den Rocky Mountains weit nach Süden vor und erreicht in den Cascade Mountains sowie in der Sierra Nevada Nordkalifornien sowie Nevada.
Zur vertikalen Verbreitung der paläarktischen Populationen liegen keine Angaben vor. In Nordamerika liegen die höchsten Nachweise in 2800 Metern Höhe.
In Deutschland kommt der Bartkauz natürlicherweise nicht vor. Das einzige auf ehemals deutschem Terrain sicher nachgewiesene Exemplar wurde am 10. März 1832 in Ostpreußen geschossen, präpariert und nach Berlin in das Museum für Naturkunde verbracht, wo es sich heute noch befindet.

### Wanderungen
Die Wanderbereitschaft des Bartkauzes ist ausgeprägt. Die Faktoren, die Wanderbewegungen dieser Art auslösen, sind im Gegensatz zu ebenfalls weitgehend vagabundierend lebenden Eulen wie der Schneeeule oder der Sperbereule umstritten. Neuere Untersuchungen halten den Mangel an Beutetieren nach einem erfolgreichen Reproduktionsjahr zumindest nicht für den maßgeblichsten Auslöser des nomadischen Verhaltens dieser Art, obwohl er eine Rolle spielen dürfte. Jungvögel versuchen sich in räumlicher Nähe zum Geburtsort wieder anzusiedeln. 51 nestjung in Schweden beringte Bartkäuze wurden im Mittel nur 37 km vom Geburtsort entfernt erneut kontrolliert oder wiedergefunden. In Invasionsjahren kann eine große Anzahl von Bartkäuzen in Regionen angetroffen werden, in denen sie lange Zeit nicht gesehen wurden. Manche verbleiben danach in diesen Gebieten und brüten auch dort. Die zurückgelegten Distanzen sind beträchtlich und können in Einzelfällen 900 km betragen. Neben diesen Distanzmigrationen wandern Bartkäuze vertikal sowohl aus den Höhenlagen talwärts, als auch, bei zu hoher Schneebedeckung in den Tälern, in höher gelegene Gebiete, wo Windverwehungen oder Ausaperungen auf Südhängen schneefreie Bereiche geschaffen haben.

## Lebensraum

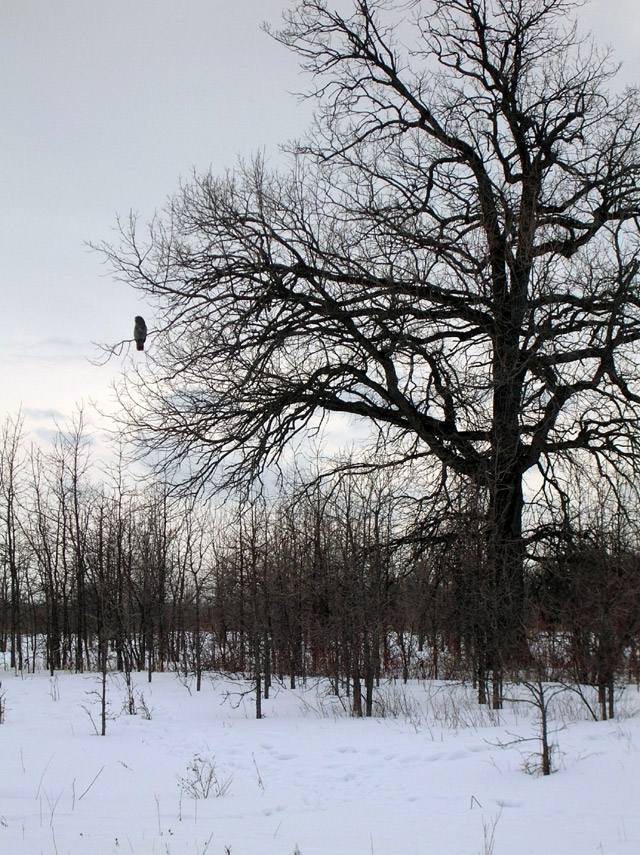
Strix nebulosa nebulosa in natürlichem Winterhabitat in der Nähe von Ottawa

Im Allgemeinen nisten Bartkäuze in der Paläarktis in Altbeständen von Fichten und Kiefern, gelegentlich auch in Birkengehölzen und anderen Baumgesellschaften. Dichte Waldbestände werden nicht gemieden, doch müssen offene Bereiche ohne dichten Unterwuchs wie Rodungsflächen, Kahlschläge, Windwurf- oder Brandflächen zur Verfügung stehen. An Moore oder Heidegebiete angrenzende Waldbereiche können dem Bartkauz ebenso gute Lebensbedingungen bieten wie lichte, oft mit Sumpfporst oder Torfmoosen bewachsene Lärchenbestände. Ähnliche Waldstrukturen besiedelt die Art auch in den Verbreitungsgebieten in den USA. Dort sind es vor allem an Bergwiesen angrenzende Bestände der Douglasie und der Küsten-Kiefer, die als Revier bevorzugt werden. Insgesamt ist der Bartkauz in Bezug auf die Baumartenzusammensetzung seines Brutreviers recht flexibel. Für eine Brutansiedlung wesentlich sind das Vorhandensein von Nistmöglichkeiten und ein ausreichendes Nahrungsangebot.
Die Winterreviere entsprechen zum Teil den Brutrevieren, oft sucht diese Eule während der Wintermonate offenere, nur von einzelnen hohen Bäumen bestandene Landschaften auf. Bevorzugt werden Gegenden mit niedriger Schneebedeckung. So erscheint der Bartkauz im Winter oft in vom Menschen gestalteten Landschaftsstrukturen, wie in der Umgebung von Bauernhöfen, am Rande von Siedlungen oder auf Golfplätzen.
Zum Raumbedarf der Art liegen keine genauen Untersuchungen vor. In guten Mäusejahren können Paare in unmittelbarer Nähe zueinander brüten, ohne dass Aggressionsverhalten beobachtet wird. Ein unverpaartes Männchen beanspruchte ein Revier von 800 Metern im Durchmesser. Mikkola zählte in dem von ihm untersuchten etwa 100 km² großen Gebiet bei Oulu im Gradationsjahr 1970 acht Nester, eine mit neun Nestern fast gleiche Zahl in einem ebenfalls 100 km² großen Untersuchungsgebiet ermittelte eine schwedische Untersuchung für das Jahr 1973. Jagende Bartkäuze wurden während der Brutzeit mehrere Kilometer vom Nest entfernt angetroffen.

## Nahrung und Beuteerwerb

### Nahrung
Trotz seiner Größe ernährt sich der Bartkauz fast ausschließlich von kleinen Säugetieren. Vor allem sind dies Feldmäuse, die bis zu 90 % des Gesamtbeutegewichts ausmachen können. In Europa ist dies vor allem die Erdmaus, in Nordamerika die Wiesenwühlmaus. Daneben spielen andere Wühlmausarten wie die Rötelmaus und die Sumpfmaus eine gewisse Rolle, in Nordamerika auch Taschenratten und verschiedene Arten der Lemminge. Im Winter werden häufiger Spitzmausarten erbeutet. Insgesamt waren in einer umfangreichen Nahrungsstudie des Bartkauzes, in der 5177 Beutetiere bestimmt werden konnten, 98,4 % der Beutetiere Kleinsäuger. Die größten regelmäßig geschlagenen Tiere sind Bisamratten, Wanderratten und Eichhörnchen. Bull & Duncan verzeichnen in ihrer Liste der Beutetiere relativ schwere Arten wie Schneeschuhhasen und Tannenhühner. Solche Angaben werden sowohl von Mikkola als auch von Mebs & Scherzinger bezweifelt. Alle anderen Beutetiere spielen gewichtsmäßig keine Rolle. Regelmäßig werden in den Bartkauzgewöllen Reste von Vögeln, vor allem Drosseln und Meisen, gefunden. Die größten Beutetiere unter den Vögeln sind Eichelhäher und Haselhuhn. Gelegentlich fanden sich Reste von Amphibien und Insekten in den Gewöllen.

### Beuteerwerb

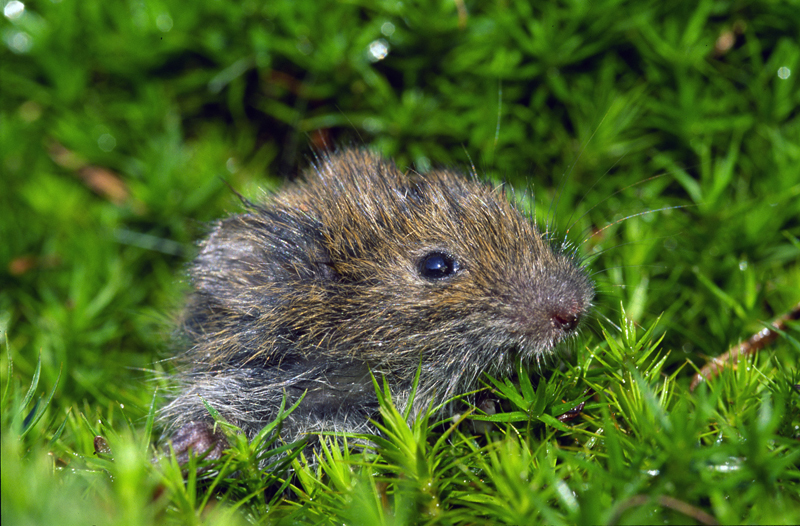
Die Erdmaus ist für europäische Bartkäuze das mit Abstand wichtigste Beutetier.

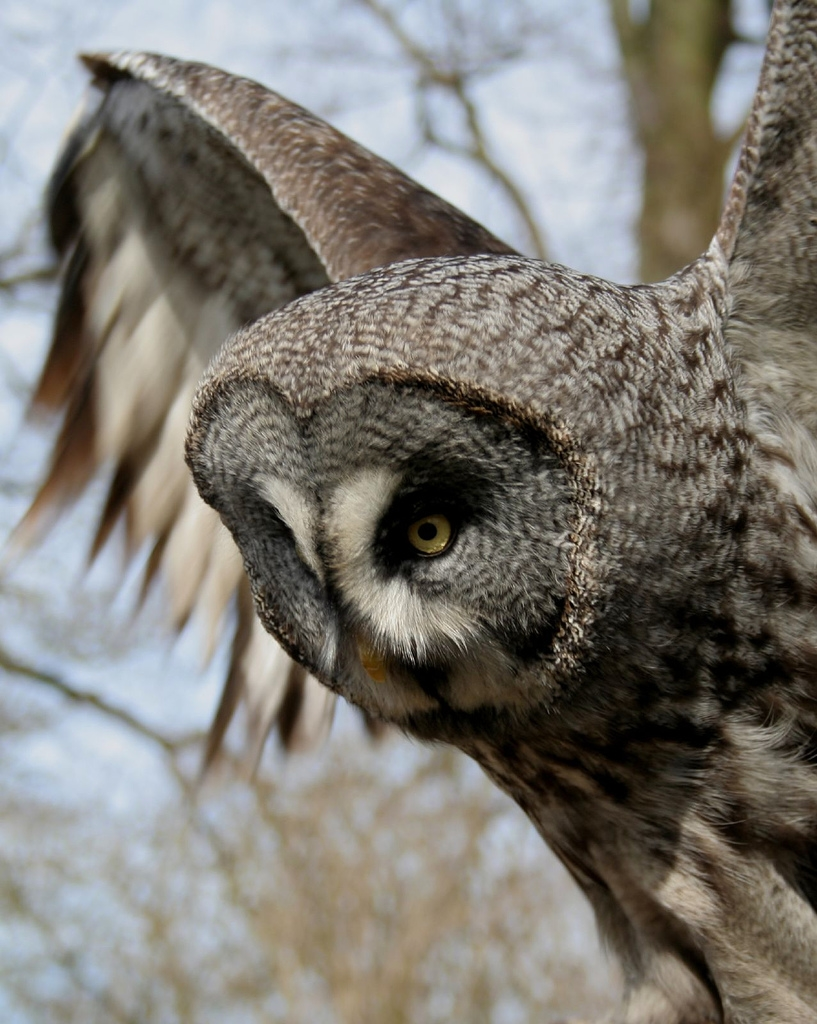
Jagender Bartkauz unmittelbar nach Abflug vom Ansitz

Die Jagdmethoden des Bartkauzes entsprechen im Wesentlichen jenen anderer Großeulen. Er ist vor allem Ansitzjäger und – in geringerem Maße – Suchflugjäger. Bartkäuze suchen visuell oder akustisch von einer erhöhten, meist nicht allzu hoch liegenden Warte die Umgebung ab, wobei die optimale Jagdentfernung in einem Bereich von unter 50 Metern liegt. Nach Beobachtungen von Mikkola sind mindestens zwei Drittel der Beuteflüge nicht erfolgreich.
Das Gehör scheint bei dieser Art, ähnlich wie beim Raufußkauz und beim Habichtskauz, auch für Eulen außergewöhnlich hoch spezialisiert zu sein. Die bei den meisten Eulen vorhandene Asymmetrie der Gehörgänge beschränkt sich nicht auf die Weichteile, sondern setzt sich im Schädel fort: Die linke Ohröffnung sitzt tiefer und ist auffallend größer als die rechte. Damit wird der Kauz wahrscheinlich befähigt, visuell nicht wahrnehmbare Beutetiere rein akustisch sehr genau zu orten und erfolgreich zu schlagen. Ist ein Tier entdeckt, lässt sich der Kauz in einem Steilflug von der Warte fallen und stürzt sich im letzten Abschnitt fast senkrecht auf die Beute. Die relativ langen Beine sind vorgestreckt, die Zehen gespreizt. Bartkäuze können noch bei 30 Zentimeter hoher Schneedecke erfolgreich jagen und vermögen auch harsch-verkrustete Schneeoberflächen zu durchbrechen. Bei hoher Schneebedeckung rütteln sie über der georteten Beute und stürzen sich zuweilen kopfvoraus in den Schnee. Bartkäuze töten ihre Beute durch Bisse in den Kopf oder Nacken; kleinere Tiere werden an Ort und Stelle als Ganzes verschluckt, größere im Schnabel zu einem Fressplatz getragen und dort zerteilt. Bei der seltener ausgeübten Suchflugjagd fliegt die Eule ihr Jagdgebiet in einem langsamen, niedrigen, von Gleitstrecken unterbrochenen Flug ab, verharrt über einem entdeckten Beutetier und lässt sich dann aus geringer Höhe auf dieses fallen.
Fütterungsexperimente ergaben einen täglichen Nahrungsbedarf von etwa vier Erdmäusen, was einem Lebendgewicht von 162 Gramm entspricht. Überschüssige Nahrung wird während der Brutzeit im Nest aufbewahrt; die Deponierung von Beutetieren bei einem großen Nahrungsangebot wurde beobachtet, dürfte von dieser Art aber nicht in dem Maße praktiziert werden wie von anderen Eulen.

### Gewölle
Bartkäuze geben innerhalb von 24 Stunden meist zwei Mal Gewölle ab, einmal am Tageseinstand und einmal nachts am Verdauungs- und Fressplatz. Da Bartkäuze ihre Ruheplätze lange beibehalten, sind die Gewölle relativ leicht zu finden. Sie sind fest, kompakt und messen im Durchschnitt 77 × 31 × 26 Millimeter.

## Verhalten

### Aktivität, Ruhe- und Komfortverhalten
Auf Grund der sehr unterschiedlichen Tages- und Nachtlängen im Verbreitungsgebiet dieser Art unterscheiden sich die Aktivitätsmuster verschiedener Populationen sehr stark. Zusätzlich sind sie von der Nahrungsverfügbarkeit, von den Witterungsverhältnissen und vom Brutstatus abhängig. Während der Brut können Bartkäuze zu jeder Tagesstunde aktiv angetroffen werden, ein Umstand, der dazu führte, dass die Tagesaktivität dieser Eule generell etwas überbewertet wurde.
In den südlichen Verbreitungsgebieten der Nearktis und Paläarktis zeigt der Bartkauz ein ausgeprägt zweigipfeliges Aktivitätsverhalten mit Spitzen in der Abenddämmerung und den ersten Nachtstunden sowie zu Beginn der Morgendämmerung. Die Gesangsintensität ist in der Dämmerung und der ersten Nachthälfte am größten. In den langen nordischen Sommertagen liegen die Aktivitätsspitzen in den Dämmerungsstunden; die kurzen dunklen Nacht- und die hellen Tagesstunden verbringt der Bartkauz ruhend oder dösend beziehungsweise mit Komfortverhalten beschäftigt. In den sehr kurzen nordischen Wintertagen verschmilzt die Gesamtaktivität zu einer Einheit, die sich über den gesamten Tag von der Morgen- bis zur Abenddämmerung erstreckt. Während dieser Zeit sind Bartkäuze nachts nicht aktiv.
Die Ruhestunden verbringt der Bartkauz auf Tageseinständen, die er oft über längere Zeitspannen beibehält. Diese liegen häufig völlig ungedeckt auf kurzen angebrochenen Aststummeln nahe am Stamm. Die Ruhestunden werden durch Gefiederpflege, manchmal auch durch kleinräumige Ortswechsel unterbrochen. Während der Brutzeit ruht das Männchen in Sichtweite zum Nest. Bei extremer Kälte graben sich Bartkäuze nach Art von Raufußhühnern in Lockerschnee ein. Besonders zur Brutzeit baden Bartkäuze oft und ausgiebig, wobei sie das Gefieder zuweilen bis zur Flugunfähigkeit durchnässen.

### Sozial-, Territorial- und Feindverhalten

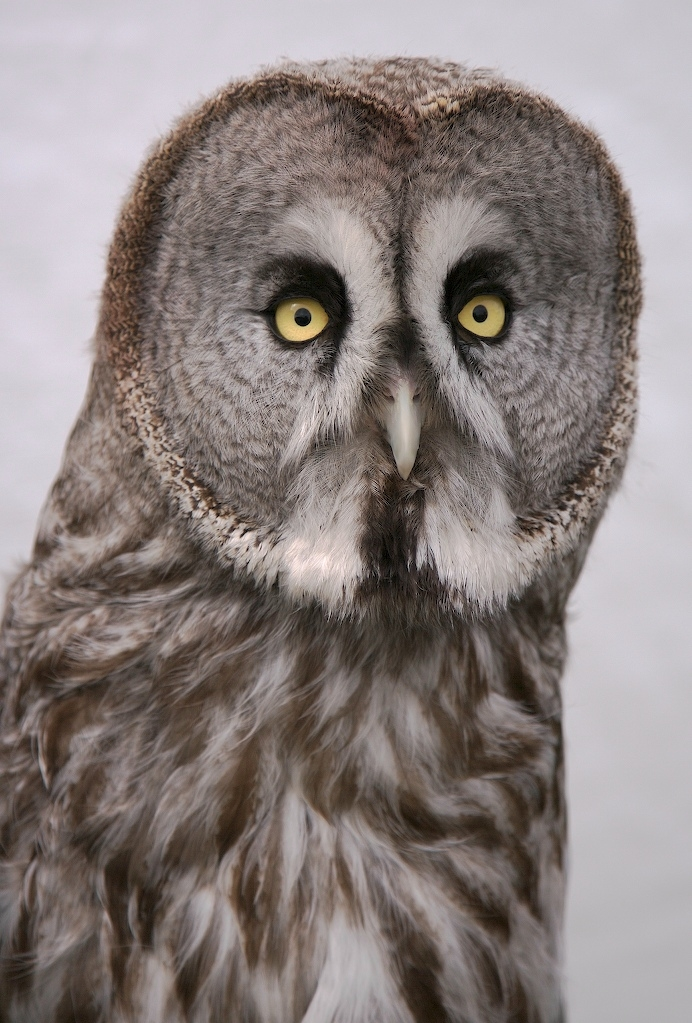
Junger Bartkauz der Nominatform

Bartkäuze leben außerhalb der Brutsaison weitgehend als Einzelgänger. Insgesamt ist ihr soziales Verhalten jedoch von großer intraspezifischer Toleranz geprägt, sodass es außerhalb der Brutzeit zu kleinen Gruppenbildungen und individuenreichen Ansammlungen auf relativ engem Raum kommen kann, ohne dass diese zu aggressivem Verhalten führen. Andererseits wurden aber auch innerhalb größerer Bartkauzgesellschaften keine sozialen Interaktionen beobachtet. Während der Brutzeit können Brutpartner eine vertraute Nähe zeigen, sich gegenseitig das Gefieder kraulen und im Körperkontakt ruhen.
Während der Brutzeit verhalten sich Bartkäuze insofern territorial, als dass sie einen relativ engen Bereich um das Nest gegenüber Artgenossen und potentiellen Feinden verteidigen, diese aber im weiteren Jagdgebiet dulden beziehungsweise ignorieren. Das nur schwach ausgeprägte Territorialverhalten dieser Art bringt es mit sich, dass Brutpaare in Entfernungen von nur 100 Metern zueinander erfolgreich brüten können und Nahrungskonkurrenten wie Raufußbussarde oder potentielle Feinde wie Habichte in geringem Abstand zum eigenen Nistplatz geduldet werden. Zu Beginn der Brutperiode verhält sich die Art äußerst scheu und zurückgezogen. Bei Nestkontrollen bleibt das Weibchen meist ohne Abwehrreaktion auf dem Gelege sitzen. Nach dem Schlüpfen der Küken verteidigt vor allem das Weibchen diese mit großer Aggression und Nachdrücklichkeit, wobei der Eindringling gezielt mit den Flügeln und den Krallen attackiert wird und durchaus erheblich verletzt werden kann. Am aggressivsten sind Bartkauzpaare im frühen Ästlingsstadium ihrer Jungen. Insgesamt bestehen zum Territorial- und Aggressionsverhalten der Art unterschiedliche, zum Teil widersprechende Angaben. Dies dürfte darauf zurückzuführen sein, dass die Intensität dieses Verhaltens sehr stark von den lokalen Gegebenheiten, insbesondere von der Nahrungsverfügbarkeit abhängt.
Ein aufmerksamer Bartkauz hat kaum natürliche Feinde, sodass die Art gegenüber Menschen wenig Scheu zeigt. In bedrohlich erscheinenden Situationen nehmen Bartkäuze eine hoch aufgerichtete, schlanke Schreckstellung ein. Gelege und Brut sowie ruhende Bartkäuze sind jedoch durch eine Reihe von Bodenfeinden wie Wölfe, Füchse und Marder gefährdet. Entsprechend aufgeregt und fast panikartig fliehen Bartkäuze, wenn sie solche Bodenfeinde wahrnehmen. Auf den Bartkauz hassen viele Vogelarten. Kleinere, wie Finken oder Drosseln ignoriert er dabei; bei lang andauerndem und intensivem Mobbing von Greif- oder Rabenvögeln wechselt ein ruhender Bartkauz jedoch seinen Tageseinstand.

## Fortpflanzung

### Balz, Paarbildung und Nistplatz
Bartkäuze werden gegen Ende des ersten Lebensjahres geschlechtsreif, es ist jedoch unbekannt, wie hoch der Prozentsatz einjähriger Brutvögel ist. Ausschlaggebend für die Eiablage und den Brutbeginn ist ein ausreichendes Angebot an Kleinsäugern, vor allem an Wühlmäusen. Die Art führt eine monogame Saisonpartnerschaft. Polygynie wurde gelegentlich festgestellt. Bartkäuze brüten nur einmal im Jahr, Nachgelege bei Gelegeverlust dürften vorkommen beziehungsweise in guten Mäusejahren zur Regel gehören.
Die ersten Balzrufe des Männchens sind in manchen Regionen bereits im Spätherbst zu hören. Die Hauptbalz beginnt jedoch erst Mitte Februar, in Teilen des großen Verbreitungsgebietes auch später. Hauptelemente der Hauptbalz sind die schnellen Ruffolgen während des Nestzeigens, auf die die gellenden Antwortrufe des Weibchens folgen. Oft zeigt das Männchen einige potentielle Neststandorte und führt dort Muldebewegungen aus oder scharrt den Nestgrund auf, was bei Reisignestern nicht selten zu deren Zerstörung führt. Das Weibchen folgt dem Männchen zuerst beobachtend und beteiligt sich bei zunehmender Vertrautheit an diesen Handlungen. In dieser Balzphase sind die ersten Futterübergaben zu beobachten, und kurze Zeit darauf erfolgen die ersten Kopulationen, meist an gleichbleibenden Plätzen in der Nähe des Nestes.
Meistens benutzen Bartkäuze Nester von Greif- oder Rabenvögeln. Fischadler, Habicht, Raufußbussard und Kolkrabe sind die häufigsten Nestlieferanten. Daneben brütet die Art auf abgebrochenen massiven Baumstümpfen, im Gegensatz zum Habichtskauz auf solchen, die eine relativ flache, nur wenig ausgefaulte und vertiefte Oberfläche aufweisen. Deshalb sind künstliche Nisthilfen für den Bartkauz einfache, mit Reisig ausgelegte Plattformen. Bodenbruten kommen ebenso wie Bruten auf Felssimsen eher selten vor. Er meidet die Nähe zum Menschen nicht generell, einige Male wurden Bruten auf Gebäuden beobachtet. Wie die meisten Eulenarten trägt der Bartkauz kein Nistmaterial ein; auch zerfallende, desolate Nester werden nicht instand gesetzt, was zuweilen zum Gelegeverlust führt.

### Gelege und Brut

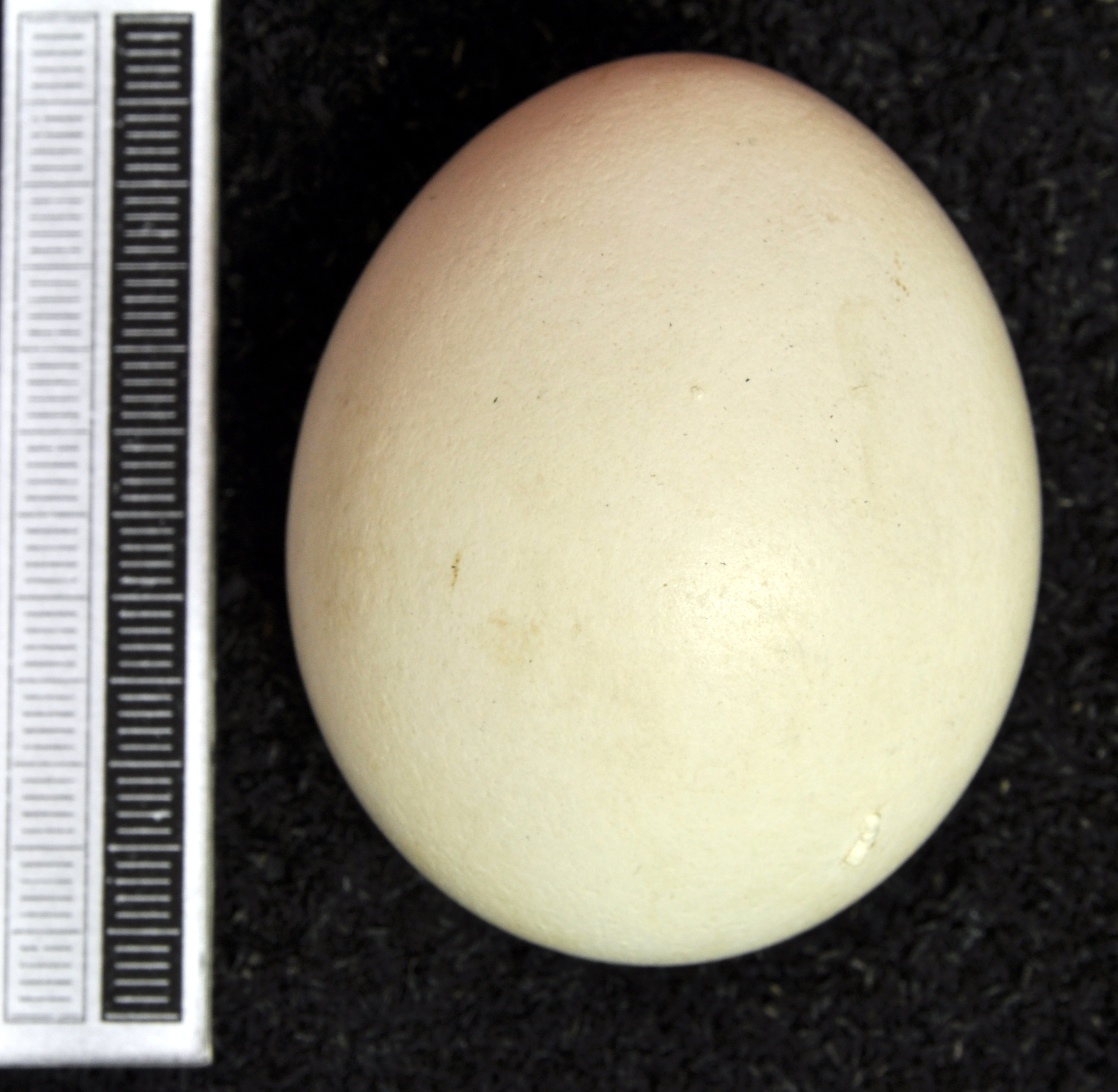
Ei, Sammlung Museum Wiesbaden

Die ersten Gelege werden im gesamten Verbreitungsgebiet Anfang April gefunden, meist beginnt das Weibchen erst Mitte April mit der Eiablage. Ein Vollgelege besteht aus 4–5 (3–6) anfangs rein weißen Eiern mit durchschnittlichen Maßen von 53,2 × 42,4 Millimetern. Sie wiegen mit 50 Gramm etwa so viel wie ein kleines Hühnerei. Die Eier der nearktischen Nominatform sind durchschnittlich etwas größer und schwerer. Der Legeabstand beträgt 1–3 Tage. Da das Weibchen ab dem ersten Ei fest brütet, schlüpfen die Jungen in zum Teil mehrtägigen Abständen. Kannibalismus zwischen den Geschwistern wurde beobachtet, scheint sich aber auf Notsituationen zu beschränken. Die Eier werden nur vom Weibchen bebrütet, das in dieser Zeit und in der ersten Nestlingszeit vom Männchen mit Nahrung versorgt wird. Nach durchschnittlich 28–30 Tagen schlüpfen die Küken. Sie wachsen sehr schnell und wiegen bei einem Geburtsgewicht von etwa 40 Gramm nach zwei Wochen bereits mehr als das Zehnfache. Die Jungen verlassen mit etwa vier Wochen das Nest, bei Störungen schon einige Tage früher. Sie können zu diesem Zeitpunkt sicher gehen, springen und flattern, aber noch nicht fliegen. Mit Hilfe der Krallen, des Schnabels und unterstützt durch Flügelflattern klettern sie an eine geschützte Stelle. Sie können mit etwa 40 Tagen kurze Strecken fliegen. Beide Eltern versorgen die Ästlinge noch für mindestens weitere 12 Wochen mit Nahrung. Erst mit 20 Wochen sind junge Bartkäuze von ihren Eltern unabhängig und verlassen das Elternrevier.

### Bruterfolg und Lebenserwartung
Der Bruterfolg schwankt mit dem Nahrungsangebot beträchtlich. Eine schwedische Untersuchung ermittelte 2,7 flügge Käuze im Anfangsjahr einer Wühlmausgradation und 3,9 im darauf folgenden Kulminationsjahr. Insgesamt wurden bei 42 kontrollierten Bartkauzgelegen in einem finnischen Beobachtungsgebiet 174 Eier gezählt, aus denen schließlich 101 Bartkäuze flügge wurden.  Insgesamt vergleichbare Zahlen geben Bull & Duncan für nearktische Populationen an.
Ein Weibchen war mindestens 17 Jahre alt, als es lebend 120 km vom Geburtsort entfernt wieder kontrolliert wurde; der Ring eines 16-jährigen Männchens konnte in der weiteren Umgebung des Geburtsortes erneut abgelesen werden. Ein Volierenvogel wurde 27 Jahre alt. Wie bei vielen Eulenarten ist die Sterberate im ersten Winter am höchsten und sinkt erst nach Vollendung des zweiten Lebensjahres deutlich ab.

## Systematik

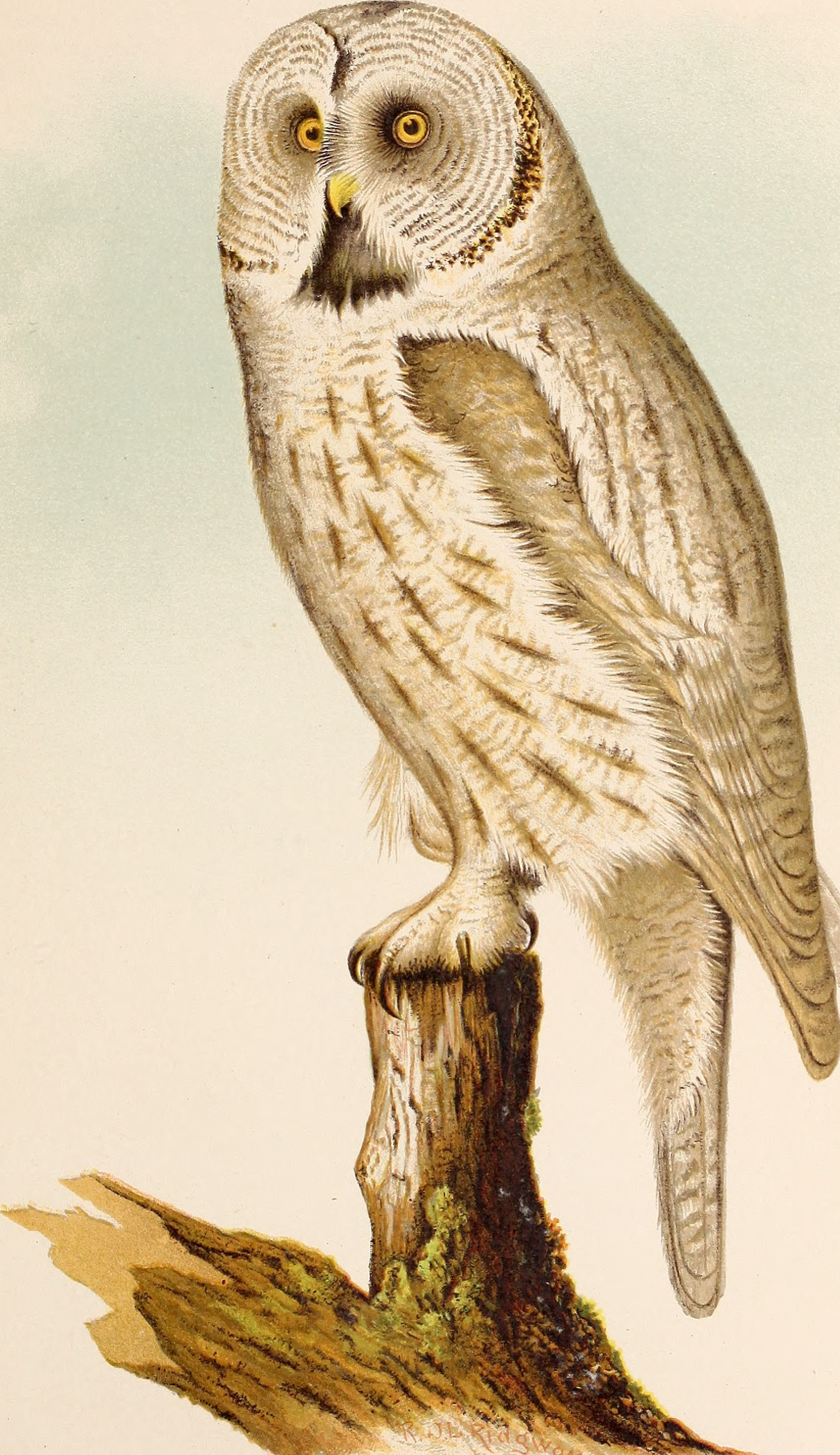
Strix nebulosa lapponica, Illustration

Der Bartkauz ist der größte Vertreter der Gattung Strix, die in 23 Arten bis auf Madagaskar, die Australis und Ozeanien weltweit verbreitet ist.  Es wurden 3 Unterarten beschrieben, von denen 2 allgemein anerkannt sind.
- Strix nebulosa nebulosa J. R. Forster, 1772 bewohnt die Nearktis. Die Nominatform ist etwas größer und dunkler und im Gesamteindruck grauer als S. n. lapponica. Vor allem auf der Bauchseite tritt die Längsstrichelung gegenüber einer Sprenkelung und feinen Querbänderung zurück.

- Strix nebulosa lapponica C. P. Thunberg, 1798 ist in der Paläarktis verbreitet. Sie ist eher graubraun, mit ausgeprägter Längsstrichelung der Unterseite. Die weißen Federregionen des Gesichtsschleiers sind markanter als bei S. n. nebulosa.

Die oft genannte Unterart Strix nebulosa elisabethae aus den zentralasiatischen Gebirgen findet keine allgemeine Anerkennung. Phylogenetische Untersuchungen der allopatrischen Population in der kalifornischen Gebirgskette Sierra Nevada ergaben, dass es sich um eine hinreichend eigenständige Population handelt, um eine Unterart S. n. yosemitensis anzunehmen.

## Bestand und Bedrohung
Die Bestandssituation und die Bestandsentwicklung sind bei einer Art, die weitgehend vagabundierend lebt, schwer feststellbar. Die IUCN sieht den globalen Bestand dieser Art als ungefährdet, BirdLife Europe stuft ihn als stabil ein. Allerdings fehlen für weite Teile des Verbreitungsgebietes auswertbare überregionale Daten. Die Gründe für die Bestandserholung beziehungsweise Bestandsstabilisierung, die in Skandinavien nach einer deutlichen Abnahme in den späten 1970er Jahren einsetzte, liegen im Nachlassen der direkten Verfolgung durch Abschuss und Eiersammeln und im Anbringen von Nisthilfen.
Außer den natürlichen, bestandslimitierenden Faktoren wirken sich heute vor allem das moderne Waldmanagement, der Straßenverkehr sowie unterschiedliche Hindernisse wie Weidezäune oder Stromleitungen bestandsreduzierend aus. Auch großflächige Kampagnen gegen „Schädlinge“, wie sie vielfach noch immer durchgeführt werden, führen regional zu Bestandseinbußen.